# Клинско-Дмитровская гряда
Кли́нско-Дми́тровская гряда́ — часть Смоленско-Московской возвышенности, располагается в северной части Московской области, а также на крайнем юге Ярославской области.
На севере граничит с Верхневолжской низменностью, на востоке — с Владимирским Опольем, западная граница — истоки реки Истры.
Длина — свыше 200 км, средняя ширина — 40 км. Наибольшая высота — 285 м (возле посёлка Реммаш Сергиево-Посадского района).

## Рельеф, геология
Рельеф холмисто-грядовый, южные склоны более пологи сравнительно с северными. Геологически гряда состоит из коренных пород, покрытых песчано-глинистыми отложениями юрского (к западу от Клина) и мелового периодов. Юрские и меловые породы в основном перекрыты четвертичными отложениями. Поверхность гряды сильно расчленена — перепады высот местами (как, например, в Парамоновском овраге близ Яхромы) достигают 100 м.

## Гидрография
Гряда является водоразделом бассейнов верхней Волги и Оки: реки северного склона относятся к бассейну верхней Волги, южных склонов — притоков Оки (рек Москвы и Клязьмы). Две реки верхневолжского бассейна — Яхрома и Лутосня — начинаются на южном (клязьминском) склоне и прорезают водораздел.
Речные долины чётко выражены; на возвышенности берут начало реки Клязьма, Яхрома, Дубна, Волгуша и др. Имеются озёра ледниково-моренного происхождения (Сенеж, Тростенское и др.).
Гряду пересекает канал имени Москвы, на южном склоне — крупное водохранилище, состоящее из Клязьминского, Учинского, Пестовского, Пяловского, Икшинского и Химкинского водохранилищ, на западе создано Истринское водохранилище, на востоке — Загорское.

## Растительность и животный мир
Леса хвойно-широколиственные, смешанные, площадь лесов до 50 %, значительная их часть охраняется и является старовозрастной. Встречаются верховые болота.
В лесах встречаются медведи, лоси, кабаны, косули, барсуки, горностаи, зайцы, лисы, бобры.
Почвы дерново-подзолистые, северные склоны распаханы.

## История
Восточная часть гряды входит в историческую область Радонежье с древними городами Дмитровом и Сергиевым Посадом, и их монастырями, ставшей духовным центром раннего Московского государства.
Во время Великой Отечественной за преобладающие высоты гряды разворачивались ожесточённые бои, одним из таких мест была Перемиловская высота около Дмитрова.

## Значение
На возвышенности расположены крупные города Клин, Солнечногорск, Дмитров, Софрино,  Хотьково, Сергиев Посад.
Вдоль всей гряды проложена северная часть автомобильного кольца А108 «БМК», — имеющая значительные уклоны, но при этом довольно прочная автодорога.
Естественный перепад высот вблизи посёлка Богородское Сергиево-Посадского района эффективно используется на Загорской гидроаккумулирующей электростанции.
Под Дмитровом расположен Автополигон НАМИ.
На возвышенности разрабатываются ближайшие к Москве многочисленные песчано-гравийные карьеры, используется кирпичное и керамзитовое сырьё, строительные пески. Пески содержат пылевидное золото в концентрации до 0,1-0,2 г/т, принесенное ледниками из Скандинавских гор (изредка встречаются карманы с содержанием до 10 г/т). Наиболее богаты месторождения в районе Тучково и Икши. Орешкинский комбинат нерудных строительных материалов строился с расчетом на попутную золотодобычу, но она так и не была начата. Кустарная нелегальная добыча эпизодически ведется с начала XX века, также в районе Икши традиционно проводятся практические занятия студентов-геологов, но из-за низкого содержания золота и высокой плотности населения месторождения не имеют значимости.

## Туризм и отдых
В связи с тем, что Клинско-Дмитровская гряда имеет наибольший перепад высот вблизи Москвы, на её склонах расположены многочисленные горнолыжные курорты (Сорочаны, Волен и т. д.).
Возвышенность — знаменитое место природного и культурного туризма. Здесь и древние города Сергиев Посад и Дмитров, и различные усадебные комплексы (например, Абрамцево), и природные достопримечательности (например, водопад «Гремячий ключ»).
Популярен отдых на чистых реках и озёрах возвышенности, охота и собирательство в лесах.